# Спастическая дисфония
Спастическая дисфония или ларингеальная дистония — фокальная форма мышечной дистонии, характеризующаяся нерегулярно повторяющимися изменениями тонуса в мышцах голосового аппарата. 

## Классификация
- аддукторная форма –  наблюдается в 90% случаев и является наиболее типичной формой, характеризуется дистонической гиперактивностью в мышцах-аддукторах голосовой щели — mm. Cricothyroideus, Cricoarytenoideus lateralis, Interarytenoideus;
- абдукторная форма — наблюдается примерно в 10% случаев, характеризуется гиперактивностью в m. Сricoarytenoideus posterior;
- смешанные формы встречаются крайне редко[2].

## Клиническая картина
Ларингеальной дистонией чаще всего страдают люди, чьи профессии связаны с речевыми нагрузками — артисты, учителя, врачи, руководители. 
Как правило, заболевание у людей зрелого возраста начинается с изменения голоса в виде охриплости при нагрузках и медленно прогрессирует в течение нескольких лет, после чего приобретает постоянное течение. 
У некоторых пациентов, по мере развития заболевания могут появляться другие дистонические синдромы — оромандибулярная дистония, блефароспазм, спастическая кривошея, писчий спазм, что облегчает диагностику ларингеальной дистонии.  

## Лечение
На начальных этапах заболевания возможен положительный эффект от применения миорелаксантов периферического действия, препаратов бензодиазепина. Так же отмечается положительный эффект при приёме холинолитиков.
Наиболее эффективным и безопасным методом лечения на данный момент являются инъекции ботулотоксина в мышцы голосовых связок. 